# Hiromasa Ijichi
Hiromasa Ijichi (伊秩弘将, Ijichi Hiromasa) est un chanteur, producteur de musique, compositeur et parolier de J-pop, né le 26 avril 1963 à Tokyo au Japon. Il sort quelques disques sous son nom entre 1989 et 1994, puis se consacre à des activités d'écriture et de production musicale pour de nombreux artistes. Il est notamment dans les années 1990 l'auteur-producteur à succès de Speed et de ses chanteuses en solo, de deeps et des premiers disques de Amika Hattan. Il crée également en tant que producteur un groupe à son nom pour interpréter ses chansons : HIM (ja) (pour Hiromasa Ijichi Melodies), actif de 1995 à 1997.

## Discographie
Singles
- Umbrella Story (1989.3.21 / BMG)
- Catastrophe (1989.9.21 / BMG)
- Dakishimetai (抱きしめたい?) (1993.6.21 / Sony)
- Kiss ga Tomaranai  (Kissが止まらない?) (1994.2.21 / Sony)
- Ano Natsu no Futari (あの夏の二人?) (1994.8.4 / Sony)

Albums
- 99.99 (1989.4.21 / BMG)
- Boys Be Anxious (1990.2.21 / BMG)
- Bang! (1993.6.21 / Sony)

## Liens
- (ja) Fiche officielle (agence)